# Lonerism
Lonerism es el segundo álbum de estudio del proyecto musical de rock australiano Tame Impala, lanzado el 5 de octubre de 2012 por Modular Recordings. Al igual que el álbum de estudio debut de la banda, Innerspeaker (2010), Lonerism fue escrito, grabado, interpretado y producido por Kevin Parker. También contó con la participación del músic Jay Watson contribuyendo en dos pistas. 
Grabado principalmente en Perth, Australia ,París y Francia, Lonerism se basa en el sonido psicodélico de su predecesor al presentar menos guitarras y más sintetizadores y samples. Parker intentó incorporar su amor por la música pop en su composición para el disco a través de melodías pegadizas. Muchas pistas presentan sonidos ambientales grabados por Kevin con un dictáfono. La temática sobre el aislamiento que presenta el álbum se refleja en su portada, la que presenta una imagen de los Jardines de Luxemburgo cercado en París. 
Lonerism recibió elogios de la crítica, y muchos críticos lo clasificaron entre los mejores álbumes de 2012. Alcanzó el número 4 en las listas de éxitos en Australia, el número 14 en el Reino Unido y el número 34 en Estados Unidos. Ha vendido más de 210,000 copias en los Estados Unidos, y fue  certificado en platino en Australia y plata en el Reino Unido. En los Premios ARIA 2013, Lonerism ganó el Mejor Álbum de Rock y el Álbum del Año, mientras que en la 56.ª Entrega Anual de los Premios Grammy, fue nominado al Mejor Álbum de Música Alternativa. Se lanzaron tres sencillos, incluidos «Elephant» y «Feels Like We Only Go Backwards», que se trazaron en varios países.

## Lista de canciones
Todas las canciones están escritas por Kevin Parker, excepto «Apocalypse Dreams» y «Elephant», coescrito por Jay Watson.

| Lonerism |                                                                       |          |  |
| N.º      | Título                                                                | Duración |  |
| 1.       | «Be Above It»                                                         | 3:21     |  |
| 2.       | «Endors Toi»                                                          | 3:06     |  |
| 3.       | «Apocalypse Dreams»                                                   | 5:56     |  |
| 4.       | «Mind Mischief»                                                       | 4:31     |  |
| 5.       | «Music to Walk Home By»                                               | 5:12     |  |
| 6.       | «Why Won't They Talk to Me?»                                          | 4:46     |  |
| 7.       | «Feels Like We Only Go Backwards»                                     | 3:12     |  |
| 8.       | «Keep on Lying»                                                       | 5:54     |  |
| 9.       | «Elephant»                                                            | 3:31     |  |
| 10.      | «She Just Won't Believe Me»                                           | 0:57     |  |
| 11.      | «Nothing That Has Happened So Far Has Been Anything We Could Control» | 6:01     |  |
| 12.      | «Sun's Coming Up»                                                     | 5:20     |  |
| 51:53    |                                                                       |          |  |

| Bonus tracks |                                                |          |  |
| N.º          | Título                                         | Duración |  |
| 13.          | «Led Zeppelin» (iTunes bonus track†)           | 3:08     |  |
| 14.          | «Beverly Laurel» (Deluxe edition bonus track†) | 3:07     |  |

Notas
 La versión de iTunes tiene «Led Zeppelin» como el décimo de sus 13 pistas; colocado entre «Elephant» y «She Just Won't Believe Me». También está disponible con la edición de lujo de Lonerism en vinilo de 7".
«Beverly Laurel» está disponible con la edición de lujo de Lonerism en vinilo de 7". También está disponible para streaming en Spotify y Apple Music.

## Personal
Tame Impala
- Kevin Parker – producción, grabación; voces e instrumentos; portada de foto.
- Jay Watson – piano y teclas (pistas 3, 9)

Músicos adicionales
- Melody Prochet – palabra hablada (pista 11)

Producción
- Dave Fridmann – mezcla
- Greg Calbi – masterización
- Leif Podhajsky – obra de arte y diseño
- Matthew C. Saville – estudio fotográfico

## Posicionamiento en listas

### Listas semanales
| Listas (2012-2015)              | Mejor posición |
| ------------------------------- | -------------- |
| Australia (ARIA)                | 4              |
| Australian Artist Albums (ARIA) | 1              |
| Bélgica (Ultratop flamenca)     | 38             |
| Bélgica (Ultratop valona)       | 62             |
| Países Bajos (Album Top 100)    | 58             |
| Francia (SNEP)                  | 106            |
| Irlanda (IRMA)                  | 39             |
| Italia (FIMI)                   | 72             |
| Noruega (VG-lista)              | 27             |
| Suecia (Sverigetopplistan)      | 50             |
| Suiza (Schweizer Hitparade)     | 60             |
| Reino Unido (UK Albums Chart)   | 14             |
| Estados Unidos (Billboard 200)  | 34             |

### Posición fin de año
| Listas (2012)                   | Posición |
| ------------------------------- | -------- |
| Australian Albums Chart         | 94       |
| Listas (2013)                   | Posición |
| Australian Albums Chart         | 90       |
| US Billboard Independent Albums | 35       |